# St. Simon und Juda (Remda)

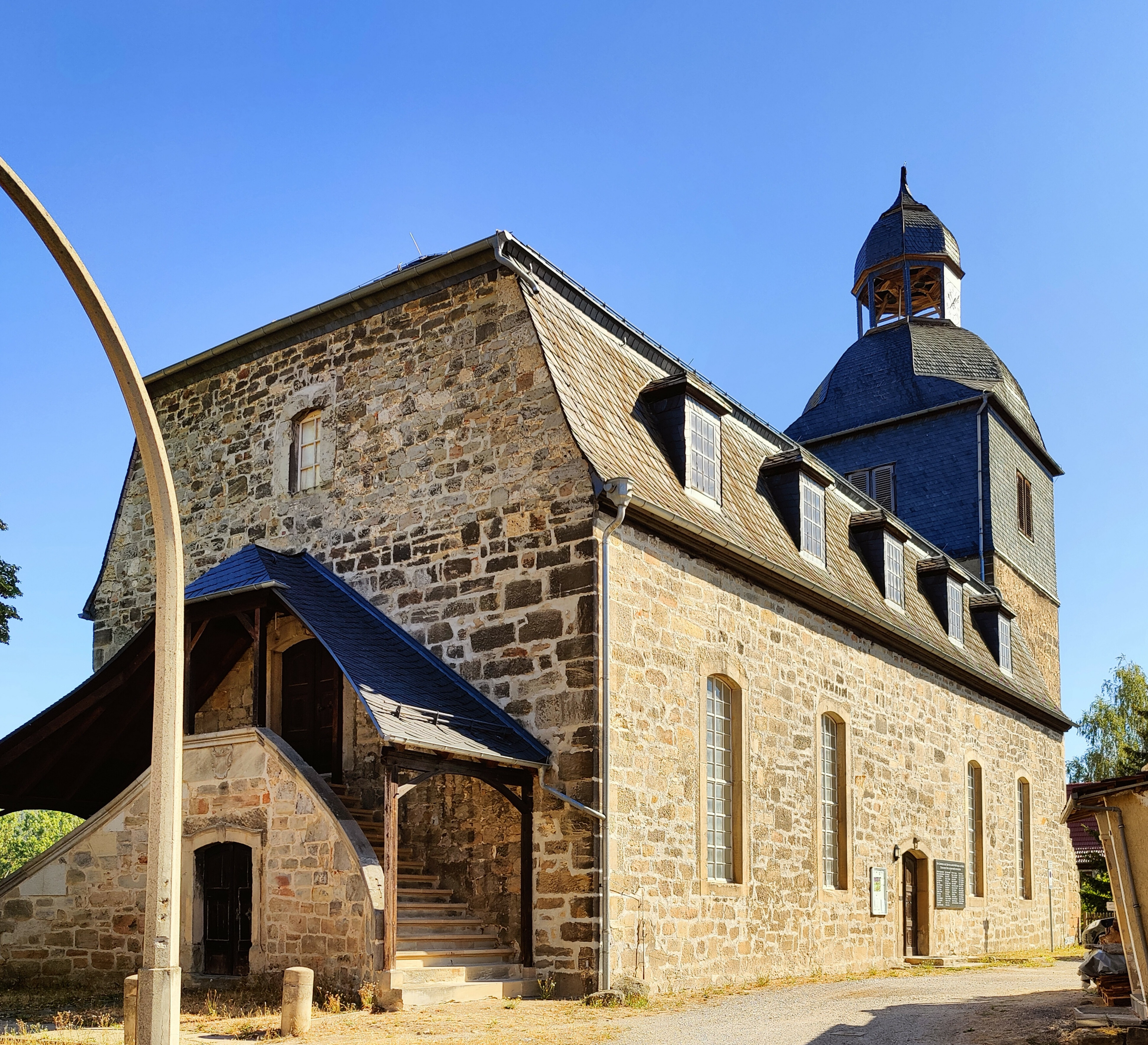
St. Simon und Juda Remda

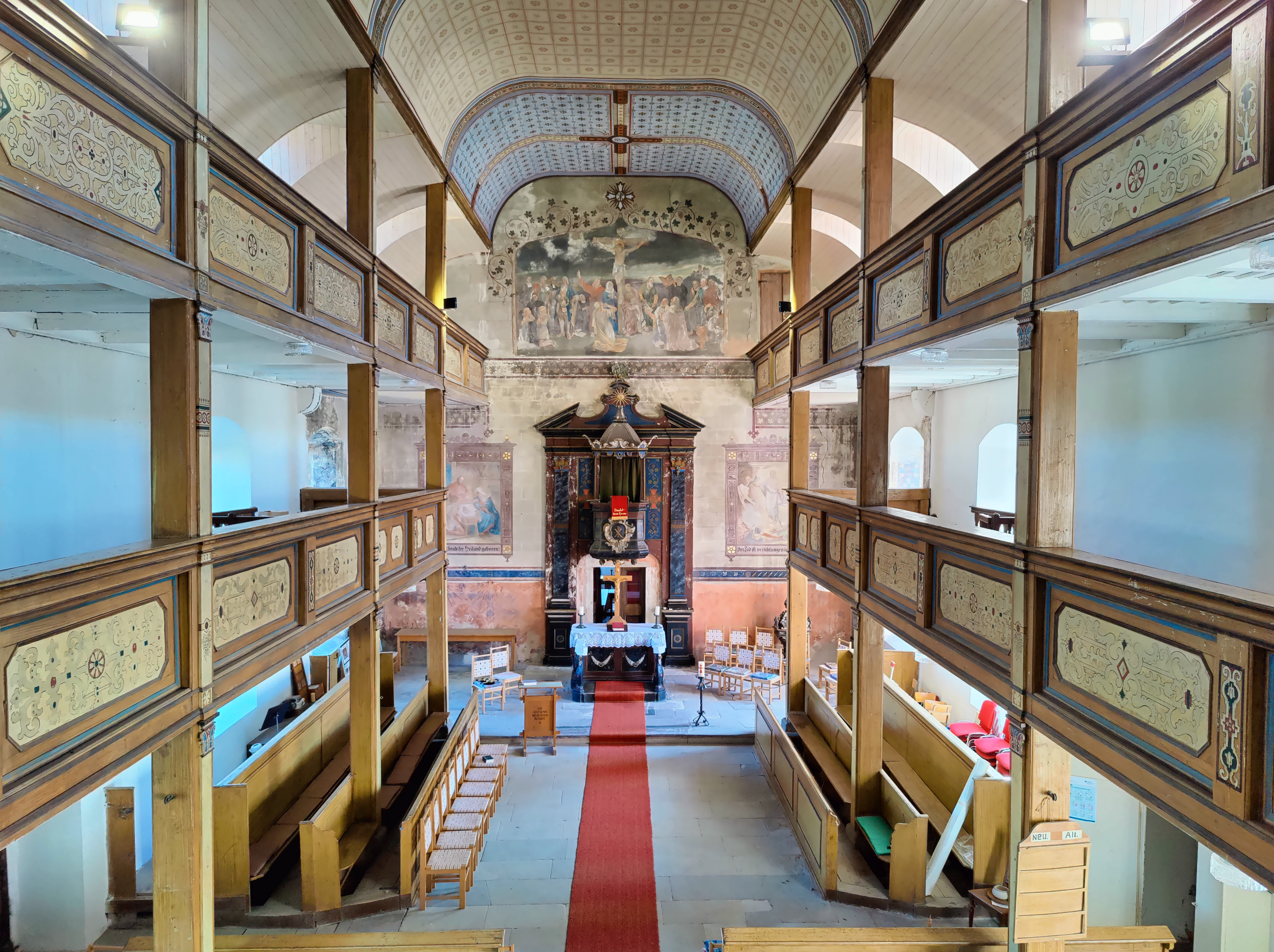
Innenraum (2022)

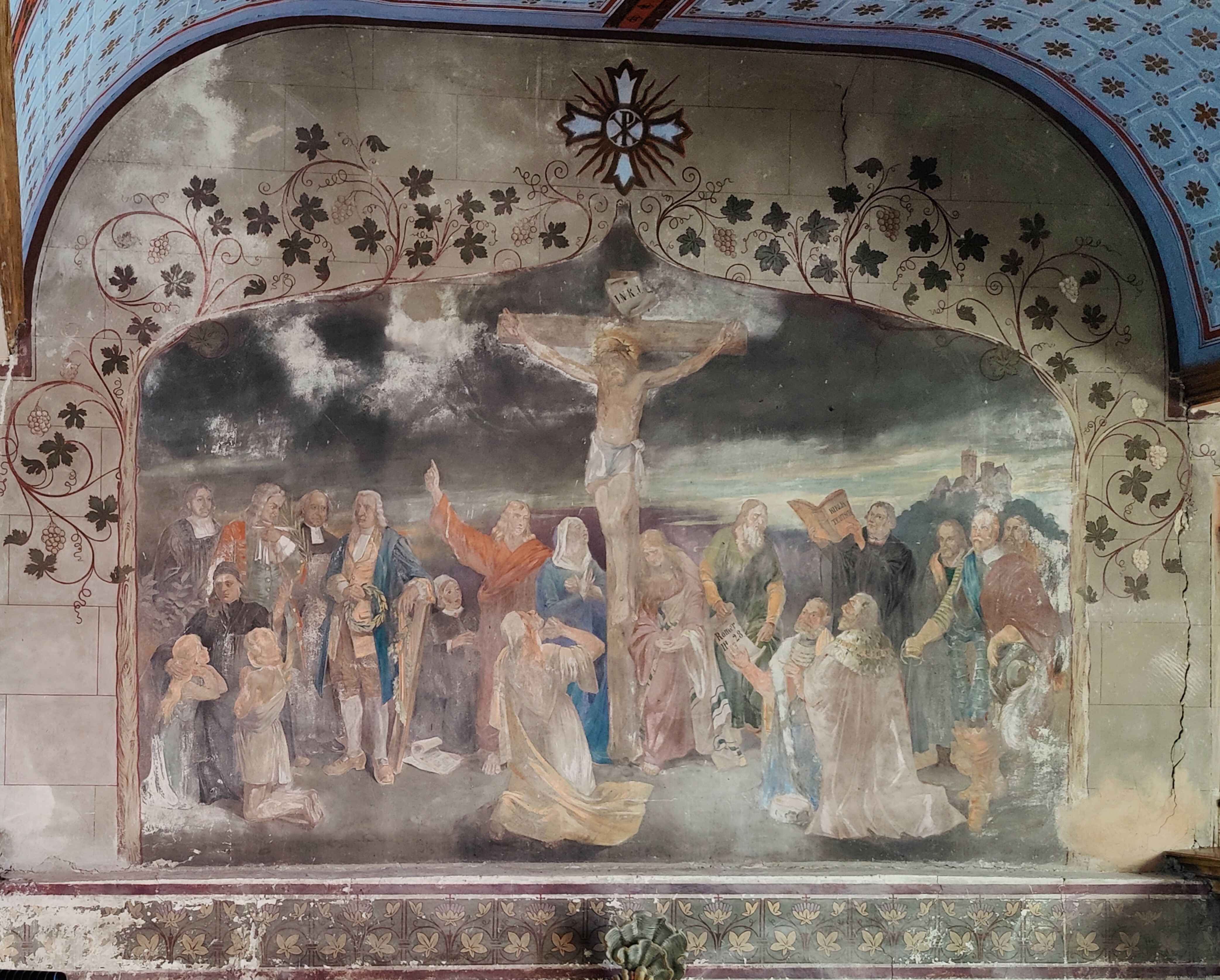
Gemälde von Edmund Herger

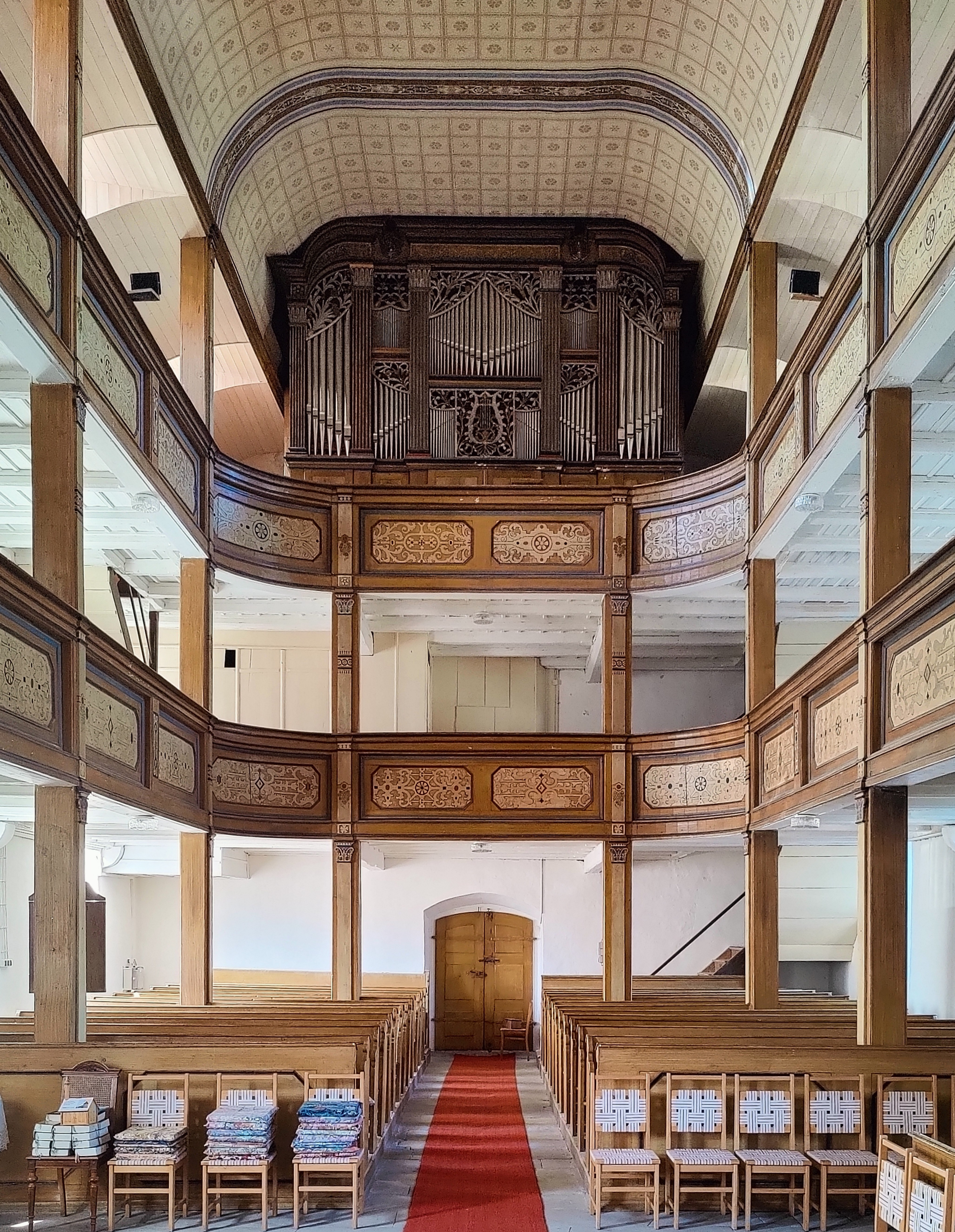
Blick zur Orgel

St. Simon und Juda (auch Stadtkirche Remda) ist eine evangelisch-lutherische Pfarrkirche im Stadtteil Remda in Rudolstadt im Landkreis Saalfeld-Rudolstadt in Thüringen.

## Geschichte
Die erste Kirche vor Ort ließ vermutlich Bonifatius erbauen.
Mit dem Erhalt des Stadtrechts und der späteren Anerkennung des Marktrechts erlangte Remda im 12. Jahrhundert mehr Macht, auch aus kirchlicher Sicht, von Kirchremda und mehr Bedeutung in der kirchlichen Hoheit zu den Remda hörigen Dörfern.
1744 wurde durch einen Stadtbrand die Kirche bis auf den Turm zerstört. Durch den Neubau des Kirchenschiffes erhielt das Gebäude seine heutige Gestalt. 1888 bekam der Raum im Kirchenschiff eine neue Altarwand mit einem Christus-Triptychon. Maler war Edmund Herger. Die Wandbemalung zeigt außerdem historische Persönlichkeiten wie Johann Sebastian Bach, Georg Friedrich Händel, Paul Gerhardt, Martin Luther und Gustav II. Adolf.
Nach der politischen Wende wurde ab dem Jahr 2011 mit 94.000 Euro mittels Hilfe der Deutschen Stiftung Denkmalschutz die Orgel restauriert.

## Architektur
Die Kirche Remda ist eine große Saalkirche mit hohem Ostturm. Der Saal des Vorgängerbauwerks, der östlich des Turmes lag, wurde durch Brand im Jahr 1744 zerstört. In den Jahren 1746/47 wurde der heutige Saal mit Mansarddach an der Westseite des Turms angebaut, welcher durch ein weiteres verschiefertes Viereckgeschoss mit Schweifkuppel und Laterne erhöht wurde. Am Westgiebel des Saales führt eine überdachte, doppelläufige Treppe mit schwungvoll nach außen geführten Seiten zur Empore. Das Erdgeschoss ist durch die mittig abgeordnete Westtür mit einfach profiliertem Gewände und flachbogigem Abschluss zugänglich. Im Turmerdgeschoss ist noch ein Kreuzrippengewölbe erhalten, das vermutlich aus der Mitte des 15. Jahrhunderts stammt.
Das Innere des Saales wird durch dreiseitig umlaufende, zweigeschossige Emporen geprägt. Die Holzdecke zeigt einen Querschnitt in Kleeblattform. Die Kanzel aus der zweiten Hälfte des 18. Jahrhunderts ist im Osten angeordnet, davor der Altar. Die Ausmalung des Inneren stammt von 1882.
Im Jahr 1846 wurde ein Orgelbauverein gegründet und Orgelbauer August Witzmann aus Stadtilm baute eine Orgel (möglicherweise erst 1867). Ihre Pfeifen wurden im Ersten Weltkrieg eingeschmolzen. Karl-Heinz Schönefeld restaurierte das Instrument von 2009 bis 2013 und rekonstruierte verlorene Register. Das Instrument hat heute 24 Register auf zwei Manualen und Pedal.
Seit 2025 wird das Kirchturmdach mit seiner teilweise verrotteten Holzkonstruktion umfangreich saniert.